# Golfo de Edremit
El golfo de Edremit o golfo Adramiteno (en turco Edremit Körfezi) se encuentra en el mar Egeo septentrional, se abre en la costa noroccidental de Turquía, en la antigua región griega de Tróade-Eolia y abraza la isla griega de Lesbos.  

## Geografía histórica

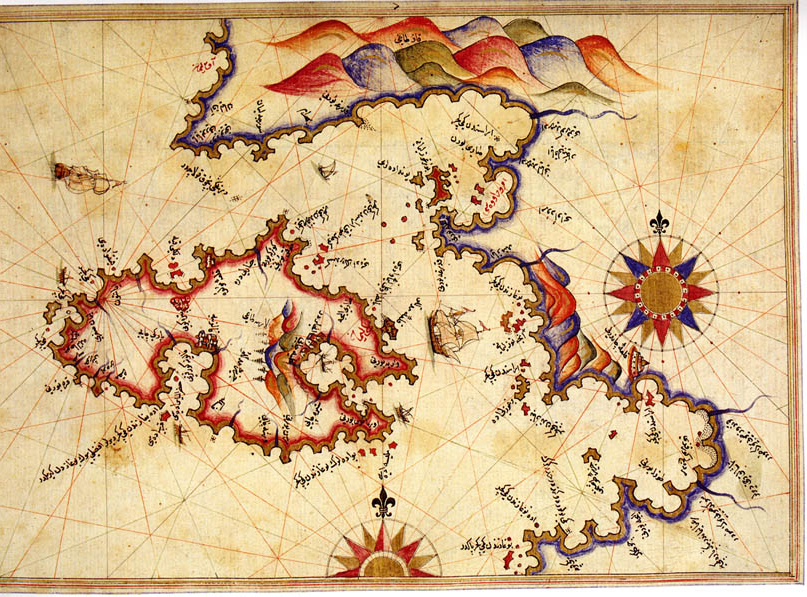
Mapa histórico de la región, de Piri Reis.

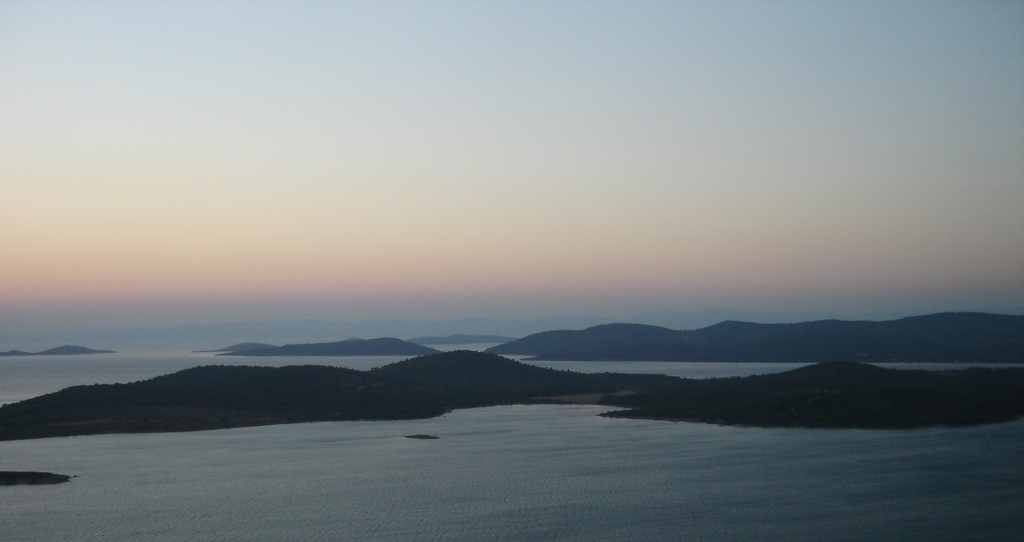
Pequeñas islas pertenecientes al archipiélago de las Ayvalık del mar Egeo vistas desde la colina "Şeytan Sofrası"

Según Estrabón, la antigua ciudad griega de Gárgara se asentaba en un promontorio que formaba el golfo Adramiteno. Comprendía todo el tramo de costa entre el cabo de Lecto (actual cabo Bababurnu) y Canas, la actual localidad turca de Akan Limanı (Bademli), e incluía el golfo Elaítico. Señala el geógrafo griego que solo se llamaba propiamente golfo Adramiteno al área cerrada por el promontorio en el que estaba Gárgara y por el de Pirra, con una anchura entre uno y otro de 120 estadios. Para Josef Stauber, el Adramiteno abarcaba desde Lecto a Canas y el Elaítico desde la altura de las islas Hecatonesos (cuyo nombre turco actual, Ayvalık Adaları, correspondería en español a archipiélago de Ayvalik) hasta la península de Cime, y ambos tendrían una parte común.
En el interior del golfo estaban las ciudades de Antandro, Ástira y Adramitio.